# Benoît de Termes
Benoît de Termes était un religieux cathare né avant 1160 sans doute au château de Termes et décédé peu après 1230 peut-être au château de Quéribus.

## Biographie
On trouve la première mention de Benoît de Termes à l'occasion du colloque de Montréal, en 1207. Il est alors un diacre cathare du Razès, et donc dépendant de l'évêché cathare de Carcassonne). Lors de cette controverse, alors que Diego d'Osma est choisi pour être champion du camp catholique, les cathares délèguent Arnaud Oth (diacre du Cabardès) et Benoît de Termes.
En 1226, il assiste à un concile cathare qui a lieu au Château de Pieusse. Il est fait évêque du Razès à cette occasion, évêché qui comprend le Razès proprement dit, s'étendant jusqu'à Mirepoix. Guilhabert de Castres lui confère le consolament.
La dernière mention que nous ayons de lui se trouve dans les dépositions faites à l'inquisition, où un certain Guilhem Cabilblanc indique lui avoir vendu un pâté de poisson en 1230. Il résidait alors au château de Quéribus, lieu de refuge pour les religieux cathares. Benoît, très âgé, meurt sans doute peu après car son fils mineur, Raimond Agulher, est signalé comme évêque du Razès en 1233.
Il semble avoir été l'oncle et le précepteur du célèbre chevalier Olivier de Termes, protecteur des cathares.